# سكري كاذب
البُوَالَةُ التَّفِهَة أو البوال التفه أو السُّكَّرِيّ الكاذب أو السكري عديم الطعم أو البوال عديم الطعم (بالإنجليزية: Diabetes Insipidus)، سمي بالبوالة التفهة، لأن البول يكون خالياً من السكر؛ فكلمة diabetes تأتي من الإغريقية diabētēs والتي تعود إلى diabainein، والتي تعني «العبور من خلال» ويقصد بها كثرة إدرار البول، أما insipidus فتعني «الخلي من الطعم» ويقابلها بالعربية العديم الطعم أو «التَّفِه». وسمي بالسكر الكاذب لأنه يشبه مرض السكر الناتج عن خلل البنكرياس المنتج لهرمون الإنسولين بشكل عام ويشبهه في بعض الأعراض المميزة لمرضى السكر وهي كثرة التبول والعطش الشديدين.
هي حالة تتميز بكميات كبيرة من البول وزيادة في العطش. وكمية البول المنتجة يمكن أن تكون ما يقارب ال20 لترا في اليوم الواحد. والتقليل من السوائل له تأثير على تركيز البول. وقد تشمل المضاعفات الجفاف ونوبات مرضية.
هناك أربعة أنواع من السكري الكاذب، ولكل مجموعة أسباب مختلفة. السكري الكاذب الرئيسي (المركزي) وسببه عدم وجود هرمون مضاد لإدرار البول. ويمكن أن يكون سببه تلف منطقة تحت المهاد أو الغدة النخامية أو وراثيا. أما النوع الثاني وهو مرض السكري الكاذب الكلوي وهذا يحدث عندما لا تستجيب الكلى بشكل صحيح ل هرمون إدرار البول. أما النوع الثالث وهو مرض السكري الكاذب العطشي ويرجع سببه إلى آليات العطش غير الطبيعية في منطقة ما تحت المهاد بينما النوع الرابع هو السكري الكاذب المرتبط بالحمل الذي يحدث فقط خلال فترة الحمل. وتشخيص هذا المرض يعتمد غالبا على فحوصات البول، وفحوصات الدم، وفحص الحرمان من السوائل. بينما المرض السكري هو حالة منفصلة مع آلية مختلفة عن السكري الكاذب، على الرغم من أن كلا المرضين يمكن أن يؤدي إلى إنتاج كميات كبيرة من البول.
أما علاج المرض يتضمن شرب كمية كافية من السوائل لمنع الجفاف. وهناك علاجات أخرى تعتمد على نوع المرض. ويتم علاج النوع الأول والرابع من السكري الكاذب عن طريق اعطاء هرمون أو دواء غير مدر للبول  للمريض. ويمكن علاج السكري الكاذب الكلوي من خلال معالجة السبب الكامن أو استخدام مدرات البول ثيازايد أو الأسبرين أو الإيبوبروفين. عدد الأشخاص الذين يصابون بهذا المرض كل عام هم 3 أشخاص من كل 100 ألف شخص سنويا. [4] أما الأعمار التي يحدث فيها السكري الكاذب تختلف من نوع إلى آخر، على سبيل المثال السكري الكاذب الرئيسي عادة يبدأ ما بين سن 10 و 20 سنة ويحدث في الذكور والإناث بنسبة 1:1 وأيضا مرض السكري الكاذب الكلوي يمكن أن يحدث في أي من المراحل العمرية. مصطلح «السكري» مشتق من الكلمة اليونانية معنى سيفون.

## العلامات والأعراض
التبول المفرط والعطش الشديد وزيادة في تناول السوائل (وخاصة بالنسبة للمياه الباردة وأحيانا الماء المثلج) هي علامات رئيسية لمرض السكري الكاذب. أعراض التبول المفرط والعطش الشديد تشبه ما يظهر في مرض السكري، مع التمييز أن البول في السكري الكاذب لا يحتوي على الجلوكوز. ونادرا ما يحدث عدم وضوح في الرؤية لدى مرضى السكري الكاذب. قد تظهر علامات الجفاف أيضا في بعض الأفراد، لأن الجسم لا يمكن أن يحافظ على الكثير (إن وجد) من الماء الذي يستهلكه.
يستمر التبول المفرط طوال اليوم. أما السكري الكاذب الذي يصيب الأطفال، يمكن أن يتداخل مع الشهية، وتناول الطعام، وزيادة الوزن، والنمو كذلك. وقد تظهر هذه الأعراض مع الحمى، والتقيؤ، والإسهال. بينما بالنسبة للبالغين الذين يعانون من السكري الكاذب الغير معالج أن يستمروا بصحة جيدة لعقود طالما يتم استهلاك ما يكفي من المياه لتعويض المياه المفقودة عن طريق البول. ومع ذلك، هناك خطر مستمر من الجفاف وفقدان البوتاسيوم الذي قد يؤدي إلى نقص البوتاسيوم في الدم.

## الأسباب
هناك أشكال متعددة من السكري الكاذب وهي:

### الرئيسي (المركزي)
يوجد العديد من الأسباب المحتلمة ل السكري الكاذب الرئيسي وفقا للأبحاث الطبية والعلمية: مجهول السبب - 30% أورام خبيثة أو حميدة من الدماغ أو الغدة النخامية - 25% جراحة في الجمجمة - 20% صدمة الرأس - 16٪.

### الكلوي
السكري الكاذب الكلوي يرجع سببه إلى عدم قدرة الكلى على الاستجابة بشكل طبيعي لهرمون مدر البول.

### العطشي
قد يكون بسبب عيب أو تلف لآلية العطش في الدماغ، والتي تقع في منطقة ما تحت المهاد، أو بسبب مرض عقلي، وهذا يؤدي إلى الإفراط في شرب السوائل وبدوره يؤدي إلى التبول المفرط.

### السكري الكاذب المتعلق بالحمل
يحدث هذا النوع من السكري الكاذب فقط أثناء فترة الحمل وبعد الولادة. خلال فترة الحمل، تنتج النساء هرمون مدر للبول في المشيمة، الذي يكسر الهرمون غير المدر للبول ((ADH. ويعتقد أن السكري الكاذب المتعلق بالحمل يحدث بسبب الإفراط في إنتاج أو ضعف في إزالة الهرمون المدر للبول.
في معظم حالات السكري الكاذب المتعلق بالحمل يمكن علاجه عن طريق إعطاء هرمون أو دواء غير مدر للبول.وفي حالات نادرة، فإن خلل في آلية العطش يمكن أن يسبب السكري الكاذب المتعلق بالحمل ولا يفضل استخدام هرمون مضاد للبول أو دواء غير مدر للبول في هذه الحالة.
ويرتبط مرض السكري الكاذب أيضا مع بعض الأمراض الخطيرة للحمل، بما في ذلك مقدمات الارتعاج أو تسمم الحمل، متلازمة هيلب والكبد الدهني الحاد من الحمل. وهذه تسبب مرض السكري الكاذب من خلال تعطيل دور الكبد في إزالة هرمون مدر للبول. ومن المهم الأخذ بعين الاعتبار من هذه الأمراض إذا أصيبت المرأة مع مرض السكري الكاذب خلال فترة الحمل، لأن علاجهم يتطلب ولادة الطفل قبل أن يتطور المرض. وفي حالة فشل علاج هذه الأمراض على الفور يمكن أن يؤدي إلى وفيات الأمهات أو فترة ما حول الولادة.

## الفسيولوجية المرضية
- توازن حجم السوائل والأيونات هي آلية معقدة، توازن احتياجات الجسم من ضغط الدم والأيونات الرئيسية الصوديوم والبوتاسيوم. بشكل عام، تنظيم الأيونات يسبق تنظيم حجم الدم، عندما ينخفض مستوى حجم دم بشكل حاد فان الجسم سيحتفظ بالماء عن طريق التغيير في مستويات الأيونات في الجسم.
- تنظيم عملية إنتاج البول يحدث في منطقة ما تحت المهاد، والتي تنتج الهرمون غير المدر للبول، حيث يتم نقل الهرمون عن طريق المحور العصبي من الخلايا العصبية ما تحت المهاد إلى الفص الخلفي للغدة النخامية، حيث يتم تخزينها لإفرازها عند الحاجة. وبالإضافة إلى ذلك، تنظم منطقة ما تحت المهاد الإحساس بالعطش عن طريق الاستشعار تركيز الايونات ونقل الإشارة للقشرة الدماغية.
- تعتبر الكلى الجهاز الرئيسي الذي يوازن السوائل في الجسم. الهرمون غير المُدِر للبول يعمل عن طريق زيادة نفاذية المياه في الأنبوب الجامع في الكلية والأنابيب الملتوية البعيدة، على وجه التحديد، فإنه يعمل على البروتينات وتسمى بروتينات مائية وعلى وجه التحديد البروتين المائي 2 في سلسلة متتالية من التفاعلات. عند إفرازه، يرتبط الهرمون غير المدر للبول على مستقبلات V2 G البروتين المقترنة داخل الأنابيب الملتوية البعيدة، وزيادة cAMP، الذي يقترن مع البروتين كايناز ألفا، مما يحفز نقل البروتين المائي 2 المخزنة في السيتوبلازم من الأنابيب الملتوية البعيدة وجمع القنوات في الغشاء. هذه القنوات تسمح الماء في الأنابيب الجامعة في الكلية. زيادة في النفاذية يسمح لإعادة امتصاص الماء في مجرى الدم، وبالتالي زيادة تركيز البول.
- السكري الكاذب الكلوي ينتج عن عدم وجود قنوات بروتينات مائية في القناة الملتوية البعيدة، والمرتبط بسمية الليثيوم، فرط الكالسيوم في الدم، ونقص البوتاسيوم في الدم.
- الأشكال الوراثية من مرض السكري الكاذب تمثل أقل من 10% من حالات مرض السكري الكاذب التي تتم ملاحظتها في الممارسة السريرية.[18]

## التشخيص
للتمييز مسببات السكري الكاذب عن المسببات الأخرى المتعلقة بالتبول الزائد، نحتاج إلى فحص مستوى السكر في الدم، ومستوى البيكربونات، ومستوى الكالسيوم. قياس الأيونات في الدم يمكن أن تكشف عن مستوى الصوديوم المرتفع الذي يمكن أن يزيد نسبة حدوث الجفاف. تحليل البول يدل على البول المخفف مع انخفاض في الجاذبية المحددة. وعادة ما تكون مستوى الأيونات في البول منخفضة.
اختبار الحرمان من السوائل هو طريقة أخرى للتمييز بين السكري الكاذب عن الأسباب الأخرى التي تؤدي إلى التبول المفرط. إذا لم يكن هناك أي تغيير في فقدان السوائل، إعطاء الدواء غير المدر للبول يمكن أن يحدد ما إذا كان مرض السكري الكاذب الناجم عن:
1. خلل في إنتاج هرمون غير المدر للبول.
2. خلل في استجابة الكلى للهرمون غير المدر للبول.

يقيس هذا الاختبار التغيرات في وزن الجسم، وكمية البول التي تخرج، وعملية تكوين البول عندما يتم حجب السوائل للحث على الجفاف. استجابة الجسم الطبيعية للجفاف هي الحفاظ على المياه عن طريق زيادة تركيز البول. ويواصل أولئك الذين يعانون من السكري الكاذب التبول بكميات كبيرة من البول المخفف على الرغم من الحرمان من المياه أو عدم أخذ المياه. في العطاش الأولي، يجب أن نزيد تركيز الأيونات في  البول وأن يستقر عند 280 أوسم / كغم مع تقييد السوائل، بينما إذا استقر لمستوى أدنى من ذلك بكثير يشير إلى مرض السكري الكاذب. الاستقرار في هذا الاختبار يعني، وبشكل أكثر تحديدا، عندما تكون الزيادة في الأسمولية البول أقل من 30 أوسم / كغ في الساعة لمدة ثلاث ساعات على الأقل. في بعض الأحيان قياس مستويات الدم من أدائه نحو نهاية هذا الاختبار هو ضروري أيضا، ولكن أكثر تستغرق وقتا طويلا لأداء.
لتمييز بين الأشكال الرئيسية لمرض السكري الكاذب، يتم إعطاء هرمون غير المدر للبول عن طريق الحقن، رذاذ الأنف، أو قرص. بينما يتناول المريض الدواء غير المدر للبول، ويجب على المريض شرب السوائل فقط في حالة العطش وليس في وقت آخر، لأن هذا يمكن أن يؤدي إلى تراكم السوائل المفاجئ في الجهاز العصبي المركزي. وإذا قام الدواء غير المدر للبول بتقليل كمية البول وزيادة تركيزه، فذلك يؤدي إلى تقليل كمية إنتاج الهرمون غير المدر للبول، والاستجابة الكلية الطبيعية للدواء غير المدر للبول، وإذا كان مرض السكري الكاذب يرجع سببه إلى مرض في الكلية، فإن الدواء غير المدر للبول لا يغير في الناتج البولي أو الأسمولية.
في حين أن مرض السكري الكاذب عادة ما يحدث مع العطش، ونادرا ما يحدث في غياب العطش ولكن في حالة وجود عكس هذه الحالة. «مرض السكري اللاعطشي الكاذب» يعرف بأنه غياب واضح للعطش حتى في حالة الاستجابة لفرط الأسمولية.   وفي بعض الحالات من المرض السكري الكاذب اللاعطشي، قد يفشل المريض في الاستجابة للدواء غير المدر للبول.
في حالة الشك بالإصابة بمرض السكري الكاذب الرئيسي، فان اختبار الهرمونات  من الغدة النخامية، بالإضافة إلى التصوير بالرنين المغناطيسي، وخاصة التصوير بالرنين المغناطيسي للغدة النخامية، فان هذه الاختبارات ضرورية لاكتشاف ما إذا كانت عملية حدوث المرض (مثل ورم برولاكتيني (ورم يؤثر على هرمون إنتاج البول)، أو كثرة المنسجات، الزهري والسل وورم آخر أو الورم الحبيبي) يؤثر على وظيفة الغدة النخامية. ومعظم الناس الذين يعانون من هذا النوع قد تعرضوا لصدمة ماضية في الرأس أو توقف عندهم إنتاج الهرمون غير المدر للبول بسبب غير معروف.
عادة الشرب (وفي أشد أشكاله يسمى العطش النفسي) هي الأكثر شيوعا في مرض السكري الكاذب في جميع الأعمار. في حين أن العديد من الحالات الكبار في المقالات الطبية ترتبط بالاضطرابات النفسية، ومعظم المرضى الذين يعانون من عادة العطش ليس لديهم أي مرض آخر يمكن الكشف عنها. ويتم تمييز هذه العادة عن طريق اختبار حرمان المريض من الماء، حيث يتم الحصول على درجة معينة من تركيز البول فوق إيسوزمولار عادة قبل أن يصبح المريض في حالة الجفاف.

## العلاج

### السكري الكاذب الرئيسي
المرض السكري الكاذب الرئيسي أو المركزي والمرض السكري الكاذب المرتبط بالحمل  يستجيب لدواء الغير مدر للبول التي تعطى اما عن طريق الانف أو على شكل اقراص عن طريق الفم. كاربامازيبين، وهو دواء مضاد للصرع، وايضا قد حقق نجاح في علاج هذه النوع  من السكري الكاذب، السكري الكاذب المتعلق بالحمل يبدأ بالاختفاء بعد الولادة من 4 إلى 6 أشهر، على الرغم من أن بعض النساء قد تتطور مرة أخرى في حالات الحمل اللاحقة. في حالة المرض السكري الكاذب العطشي، الدواء الغير مدر للبول لا يكون خيار للعلاج.

### السكري الكاذب الكلوي
الدواء الغير مدر للبول لن يكون فعّال في حالة المرض السكري الكاذب الكلوي لأنه يتعامل بطريقة مع المرض بعكس السبب الكامن وراء المرض (إن أمكن). هيدروكلوروثيازيد مدر للبول أو اندوميثاسين يمكن استخدامها لخلق نقص في  حجم الدم الخفيف وهذا يشجع على امتصاص السوائل والأملاح  في الأنابيب الملتوية القربية  وبالتالي يعمل على تحسين علاج مرض السكري الكاذب كلوي. أميلوريد لديه فائدة إضافية لمنع  امتصاص الصوديوم. وأحيانا يتم دمج ما بين مدرات البول ثيازيد مع أميلوريد لمنع نقص بوتاسيوم الدم. ولكن هذا يبدو متناقضا لعلاج إدرار البول المدقع مع مدر للبول، والآلية التي يتم فيها العلاج عن طريق هذه الادوية غير معروف، ولكن مدرات البول الثيازيد سوف يقلل امتصاص الصوديوم والسوائل في الأنابيب الملتوية البعيدة، مما يسبب في إدرار البول. هذا يقلل من حجم البلازما، وبالتالي يؤدي إلى خفض معدل الفلترة في الكلية وهذا بدوره يؤدي إلى تعزيز امتصاص الصوديوم والماء في نيفرون القريبة. سوئل أقل تصل إلى نيفرون البعيدة، لذلك يتم الحصول على الحفاظ على السوائل بشكل عام.
الليثيوم المحفز للسكري الكاذب الكلوي يمكن معالجته عن طريق أخذ أميلوريد، البوتاسيوم المدر للبول، غالبا ما يتم استخدمه جنبا إلى جنب مع الثيازيد أو مدرات البول حلقة. وكان الأطباء على علم أو ادراك من سمية الليثيوم لسنوات عديدة، وتقليديا يتم إعطاء الثيازيد لمريض السكري الكاذب الناتج عن الليثيوم. ومع ذلك، وقد ثبت مؤخرا أميلوريد قد يكون ناجحا في علاج هذه الحالة.